# Behrang Behdjou
Behrang Behdjou, född 10 november 1976 i Solna församling, författare, dramatiker, manusförfattare och journalist på Dagens Nyheter. Lämnade Dagens Nyheter 2017. Utkom med romanen ”Gå med mig” på Mondial 2018. Grundade Snackare talarnätverk med William von Heland. Blev delägare i aktieappen Mojo Stocks. Medförfattare till ”Jag önskar att jag aldrig hade blivit född”, Nikeisha Andersson 2019, på Mondial. Började arbeta för Socialdemokraterna i Region Stockholm och oppositionsregionrådet Aida Hadzialic som politisk sekreterare 2020. Utkommer med ”Vilket hopp, Khaddi!” 2020 på Olika förlag, en barnbok inspirerad av friidrottaren Khaddi Sagnias barndom. 

## Biografi
Behdjou föddes i Solna av iranska föräldrar. Han har varit verksam som journalist sedan 1990-talet. Hans första jobb var på Café Sport. 1999 började han jobba på Expressen och sedan 2011 har han varit vid Dagens Nyheter.
Han pjäsdebuterade med pjäsen Re:union, som hade urpremiär på Gottsunda dans och teater i Uppsala 25 september 2007. Re:union har därefter varit på teatrar i Linköping, Norrköping, Göteborg och Helsingborg. I juni 2008 spelades Re:union i Stockholm. Uppsättningen regisserades av Dritëro Kasapi.
Behrang har skrivit manus till novellfilmen Borta bra. Finansieringen kom från Svenska Filminstitutet och SVT och filmen utsågs till ett av åtta projekt som skulle visas på SVT år 2008. Borta bra regisserades av skådespelaren och manusförfattaren Ulf Friberg och hade premiär på Göteborgs filmfestival i februari 2008. Borta bra kammade hem den prestigefyllda novellfilmstävlingen och förstapriset på 200 000 kronor. Därmed blev Borta bra även den första filmen från det traditionsenliga novellfilmsmaratonet att visas i SVT samma kväll.
År 2018 romandebuterade han med Gå med mig. 

## Arbeten i urval
- 2008 - Borta Bra (Novellfilm, manus)
- 2007 - Re:union (Pjäs, manus)
- Behdjou, Behrang (2018). Gå med mig. Stockholm: Mondial. Libris 21786999. ISBN 978-91-88671-28-8 [1]

## Utmärkelser
- 2008 - Årets bästa novellfilm, Göteborgs filmfestival